# Figulus corvinus
Figulus corvinus es una especie de coleóptero de la familia Lucanidae.

## Distribución geográfica
Habita en Camerún.